# Siedlung Borsigwerk

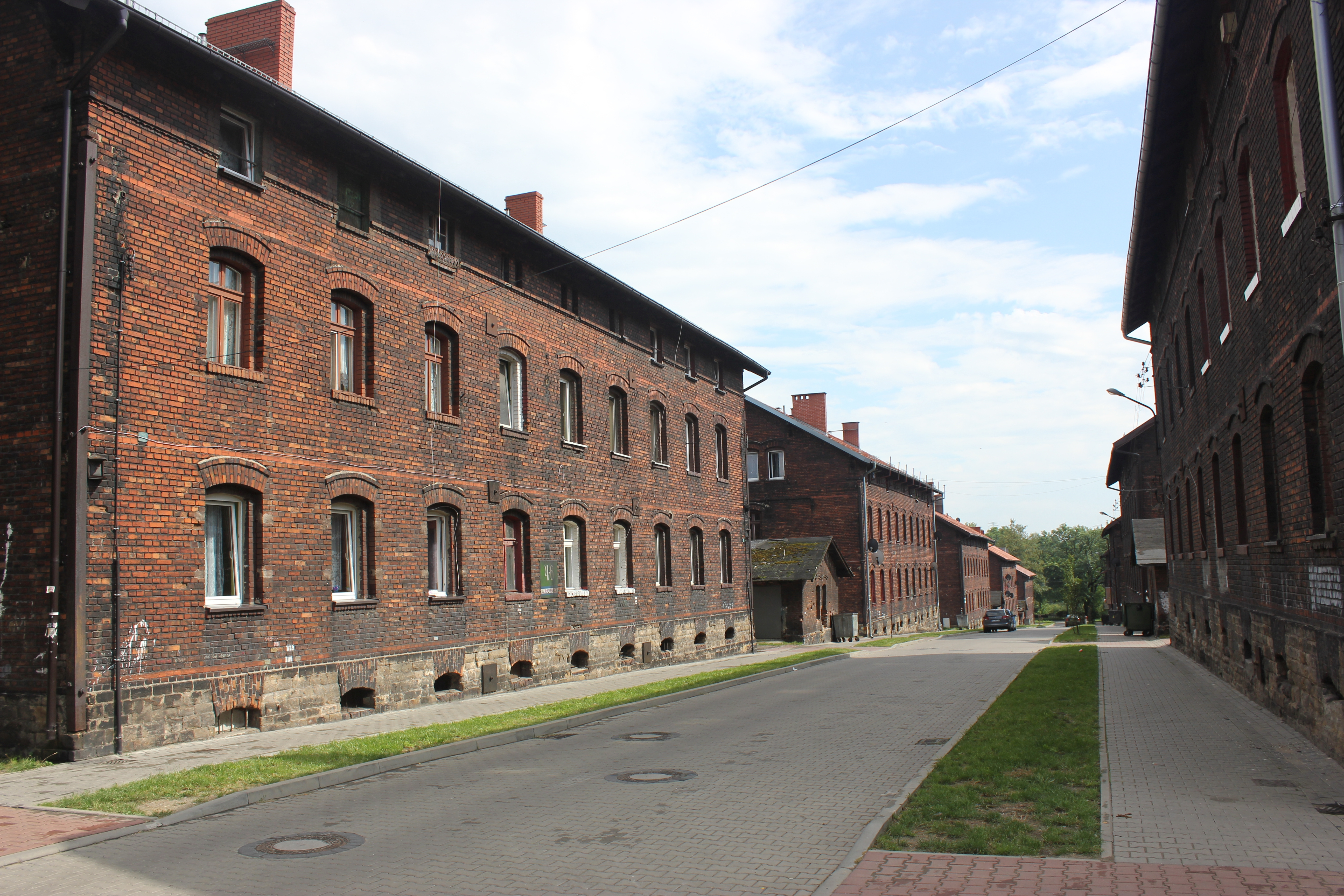
Die Siedlung Borsigwerk in Zabrze

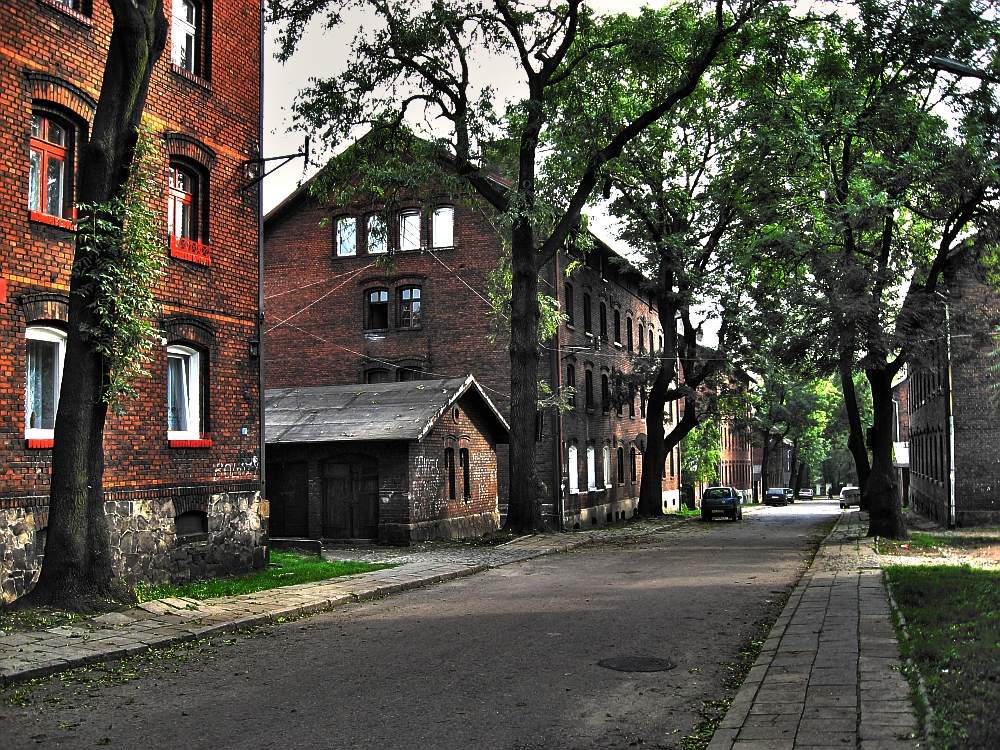
Die Siedlung Borsigwerk in Zabrze

Die Siedlung Borsigwerk (polnisch: Osiedle robotnicze „Borsigwerk” w Zabrzu), benannt nach August Borsig, ist eine in Teilen erhaltene Wohnkolonie der Firma Borsig im Zabrzer (Hindenburger) Stadtteil Biskupice (Biskupitz).
Arbeitersiedlungen entstanden in der Zeit des industriellen Wachstums. So wurde zwischen 1863 und 1871 für die Bergarbeiter in Oberschlesien die Siedlung Borsigwerk errichtet.
Die Siedlung ist als Denkmalzone in die Denkmalliste der Stadt eingetragen.

## Persönlichkeiten
- Heinz Starkulla (1922–2005), deutscher Zeitungswissenschaftler